# Janez Kolenc
Janez Kolenc, slovenski sociolog, * 14. marec 1955, Novo mesto, † 10. maj 2012.
Kolenc je na tedanji Fakulteti za sociologijo, politične vede in novinarstvo v Ljubljani leta 1979 diplomiral iz sociologije. Po diplomi je bil mdr. asistent pri predmetu Novejša politična zgodovina (prof. dr. Stanetu Južniču), od 1988 je bil zaposlen na Pedagoškem inštitutu v Ljubljani 1991 magistriral na Fakulteti za družbene vede iz politične kulture, 2001 pa doktoriral iz sociologije z disertacijo o politični kulturi Slovencev. Ta predmet je po njegovi uvedbi 1994 na dodiplomskem študiju tudi predaval (prvotno skupaj z mentorjem in utemeljiteljem politične kulture v Sloveniji, Stanetom Južničem).